# Керолайн Кулмен
Керолайн Кулмен (англ. Caroline Kuhlman; нар. 25 серпня 1966) — колишня американська тенісистка.
Найвищу одиночну позицію світового рейтингу — 52 місце досягла 4 серпня, 1986, парну — 92 місце — 1 лютого, 1993 року.
Найвищим досягненням на турнірах Великого шолома було 3 коло в одиночному розряді.
Завершила кар'єру 1995 року.

## Фінали Туру WTA

### Одиночний розряд (1 поразка)
| Результат | W/L | Дата     | Турнір                            | Tier    | Покриття | Суперниця   | Рахунок  |
| --------- | --- | -------- | --------------------------------- | ------- | -------- | ----------- | -------- |
| Поразка   | 0–1 | Лют 1993 | Amway Classic 1993, Нова Зеландія | Tier IV | Тверде   | Елна Рейнах | 0–6, 0–6 |